# ユン・ミナ
ユン・ミナ（윤 미나、Yoon Mina、1970年2月19日 - ）は大韓民国の女性声優。

## 出演作品
※太字は主役・ヒロイン・メインキャラクター。

### 日本アニメ
- NARUTO (みたらし アンコ)
- CLANNAD (坂上 智代、岡崎 朋也 (少年時代))
- ラブひな (青山 素子)
- ローゼンメイデン (蒼星石)
  - ローゼンメイデン トロイメント (蒼星石)
- るろうに剣心 -明治剣客浪漫譚- （巻町操）
  - るろうに剣心 -明治剣客浪漫譚- 追憶編 (雪代巴)
- 天元突破グレンラガン (ヨーコ)
- ちょびっツ (ちぃ)
- 出ましたっ!パワパフガールズZ (松原かおる / パワード・バターカップ)
- シャーマンキング (麻倉葉)
- 涼宮ハルヒの憂鬱 (朝比奈みくる)
- 鋼の錬金術師 (アルフォンス・エルリック)
- 鋼の錬金術師 FULLMETAL ALCHEMIST  (アルフォンス・エルリック)
- パンドラハーツ (アリス)
- OVA レイアース (龍咲 海)
- みなみけ (南 夏奈)
- メタルファイトベイブレード（湯宮ケンタ）
- 遊☆戯☆王デュエルモンスターズGX（天上院明日香）
- カードファイト！！ヴァンガード（先導アイチ）
- ハピネスチャージプリキュア!（白雪ひめ/キュアプリンセス）

### 海外アニメ
- ドンキーコング (アニメ)（ディクシーコング）